# Деалу Малулуј (Валча)
Деалу Малулуј (рум. Dealu Malului) насеље је у Румунији у округу Валча у општини Рамнику Валча. Oпштина се налази на надморској висини од 462 m.

## Становништво
Према подацима из 2002. године у насељу је живело 155 становника, од којих су сви румунске националности.